# Giovanni Unterberger
Giovanni Unterberger (Bagno a Ripoli, 1949) è un chitarrista e compositore italiano.
Secondo il sito musiculturaonline.it è considerato il capostipite dei chitarristi acustici italiani. È stato fra i primi ad introdurre in Italia, negli anni settanta/ottanta, la tecnica chitarristica del fingerstyle che ha codificato attraverso la pubblicazione di libri di tecnica e di dischi di composizioni musicali.

## Biografia
Laureatosi in lettere, iniziò a insegnare nelle scuole di Stato. Dopo aver debuttato come chitarrista per Luigi Fiumicelli (suo il successo Sigillata con un bacio, ripreso poi da Franco Battiato in Fleurs 3), entrò come session man negli studi dell'RCA Italiana di Roma, diventando uno dei più richiesti turnisti grazie alla sua bravura nell’esecuzione del fingerpicking e nell’uso della pedal steel guitar.
Nel 1975 pubblicò il suo primo album Unterberger, con la Warner Bros. Records, da cui venne estratto il 45 giri Michelle/Tuesday Morning; il brano Tuesday Morning partecipò al 1º Festival delle Radio Libere.  Nello stesso anno collaborò con Donatello suonando la chitarra acustica e la pedal steel guitar nell'LP Il tempo degli dei, realizzato per la Intingo.
Nel 1977 collaborò con Claudio Baglioni alla realizzazione dell'album Solo, in cui suona la pedal steel guitar, la chitarra slide, il mandolino elettrico e le percussioni e con Ricky Gianco e Gianfranco Manfredi per l'incisione di Questa casa non la mollerò.
Nel 1980 pubblicò un manuale di chitarra acustica, Metodo per chitarra ragtime & fingerpicking, con brani originali ragtime. È il libro di chitarra acustica più venduto in Italia, fu ristampato molte volte (l'ultima nel 2017 ad opera della Carisch) dando origine a una collana di libri sulla tecnica della chitarra acustica e, dal 1981, all'Accademia Musicale Lizard, una prestigiosa scuola con 60 sedi affiliate in Italia, America, Cina e Spagna..
A dicembre 1981 fu ospite con Toto Cutugno, Gino Paoli, Sandro Giacobbe e altri artisti del Concerto per l'anno mondiale dell'handicappato, presentato da Maria Giovanna Elmi e trasmesso su Rai 1
Nel 1982 fu ospite del programma televisivo Mister Fantasy, condotto da Carlo Massarini, su Rai 1.
Negli anni successivi diede vita al primo franchising didattico musicale italiano per le scuole che intendevano utilizzare la metodologia didattica di Unterberger.
Nel 1998 passò alle edizioni Ricordi, dirigendo la collana Lizard/Ricordi S.S.M. (Scuola Superiore di Musica). Dal 2002 al 2005 organizzò quattro convegni nazionali sulla didattica musicale moderna, finalizzati alla realizzazione della successiva collana LIZARD S.P.M. pubblicata da Ricordi/Universal Music.
Nel corso degli anni contribuì a pubblicare oltre 80 libri di argomento musicale, 12 dei quali come autore.
Il musicista Reno Brandoni ha pubblicato un libro in cui studia la tecnica chitarristica di Unterberger.

## Discografia

### 33 giri
- 1975 - Unterberger (Warner Bros. Records, T 56272)
- 1981 - G. Unterberger  (Lizard/CGD)
- 1982 - Electric & Acoustic Guitar (Lizard/CGD)

### EP
- 1983 - Antologia di fingerpicking per chitarra acustica (Lizard/CGD)
- 1985 - Manuale di registrazione creativa e arrangiamento musicale Volume 2° (Lizard/CGD)

### 45 giri
- 1976 - Michelle/Tuesday Morning (Warner Bros. Records, T 16807)

## Opere
- Antologia di fingerpicking per chitarra acustica, Berben, 1988.
- Teoria e lettura musicale, Ricordi, 2008, ISBN 979-0215107250.
- D. Mastrangelo e G. Unterberger, Scuola Superiore di musica: Chitarra acustica, vol. 1-2 + CD, Ricordi, 2008, ISBN 978-0215107312.
- Primamusica: Chitarra classica, vol. 1, Ricordi, 2010, ISBN 978-0215108500.
- Primamusica: Chitarra classica, vol. 2, Ricordi, 2013, ISBN 978-0215108517.
- Primamusica: Chitarra classica, vol. 3, Ricordi, 2016, ISBN 978-0215108524.
- Chitarra acustica e classica, vol. 1, Ricordi, 2016, ISBN 978-0215108500.
- Chitarra acustica e classica, vol. 2 + CD, Ricordi, 2016, ISBN 979-0215109148.
- Metodo per chitarra. Ragtime & fingerstyle, Carisch, 2017, ISBN 978-8850709731.
- Guida all'ascolto della musica rock. Odeporico per il musicista escursionista, Volontà & Co, 2017, ISBN 978-8863886917.